# Edle Hartmann Schjødt
Edle Hartmann Schjødt, född Hartmann 11 mars 1862 i Larvik, död 29 juni 1946, var en norsk författare. Hon var från 1899 gift med Annæus Johannes Schjødt. 
Hartmann hade sedan början av 1890-talet under pseudonymen Sfinx ett namn i norsk journalistik genom humoristiska följetonger och skisser i "Verdens Gang", "Aftenposten" och "Tidens Tegn". Åtskilliga av hennes teckningar ur vardagslivet utgavs i samlingarna Vi og vaareses (1899), Hjemme og gadelangs (1900), Fif og halvfif (1902), Blsndet selskab (1903), Fra Vatland til Homansbyen (1905) och Sfinx' bedste (tre band, 1916); flera av samlingarna är försedda med illustrationer av "Simplicissimus"-tecknaren Olaf Gulbransson. 